# Sciadiocara tarapunga
Sciadiocara tarapunga är en rundmaskart som beskrevs av Clark 1978. Sciadiocara tarapunga ingår i släktet Sciadiocara och familjen Acuariidae. Inga underarter finns listade i Catalogue of Life.